# KA/Thor
KA/Thor, på isländska KA/Þór, är isländskt handbollslag från Akureyri som spelar i Úrvalsdeild kvenna.

## Historia
År 1999 slogs lagen Knattspyrnufélag Akureyrar och Þór Akureyri ihop. Inför säsongen 2012-2013 drog sig laget ur spel i Úrvalsdeild kvenna efter att fem av dess mest erfarna spelare lämnat laget under sommaren.
I januari 2017 förklarade KA:s styrelse att man avsåg att bryta samarbetet mellan klubbarna inom handboll och damfotboll. Fotbollslaget Þór/KA vann det nationella mästerskapet 2017 medan handbollslaget KA/Þór vann andradivisionen 2018 och flyttades upp till Úrvalsdeild kvenna.
2021 vann laget det isländska mästerskapet för första gången, efter att ha slagit Valur i finalen. 2021 vann laget även Isländska cupen och Super Cup.

## Titlar
- Isländska mästare:
  - 2021